# Xi Herculis
Xi Herculis (92 Herculis) é uma estrela na direção da constelação de Hercules. Possui uma ascensão reta de 17h 57m 45.83s e uma declinação de +29° 14′ 52.5″. Sua magnitude aparente é igual a 3.70. Considerando sua distância de 135 anos-luz em relação à Terra, sua magnitude absoluta é igual a 0.61. Pertence à classe espectral K0III.